# Gran Consiglio (Lucerna)
Il Gran Consiglio del Canton Lucerna (in francese Conseil cantonal de Lucerne ed in tedesco Kantonsrat Luzern) è un parlamento cantonale di Lucerna.